# دبلیوال ۰۱۳۷-ال‌اس
دبلیوال ۰۱۳۷-ال‌اس که با نام ایرندل نیز شناخته می‌شود، ستاره‌ای در صورت فلکی نهنگ است. این ستاره که در سال ۲۰۲۲ کشف شد، دورترین ستارهٔ شناخته شده با فاصلهٔ ۲۸ میلیارد سال نوری است. نور کشف شده از ایرندل ۹۰۰ میلیون سال پس از مه‌بانگ (انفجار بزرگ) منتشر شد. مشخص شده‌است که این ستاره دارای یک انتقال قرمز ۶٫۲±۰٫۱ است، به این معنی که نور ایرندل ۱۲٫۹ میلیارد سال بعد به زمین رسیده‌است.

## مشاهده
کشف ایرندل توسط تلسکوپ فضایی هابل در ۳۰ مارس ۲۰۲۲ گزارش شد. این ستاره به دلیل همگرایی گرانشی ناشی از حضور خوشه کهکشانی WHL0137-08 بین آن و زمین قابل تشخیص بود و نور ستاره را تقویت می‌کرد. شبیه‌سازی‌های کامپیوتری اثر لنز نشان می‌دهد که روشنایی ایرندل بین هزار تا چهل هزار برابر بزرگ‌نمایی شده‌است. تاریخ‌های قرار گرفتن در معرض هابل در ۷ ژوئن ۲۰۱۶، ۱۷ ژوئیهٔ ۲۰۱۶، ۴ نوامبر ۲۰۱۹ و ۲۷ نوامبر ۲۰۱۹ بوده‌است.
این ستاره توسط کاشفان ایرندل نامگذاری شد، که از نام انگلیسی قدیمی برای «ستاره صبح» یا «نور در حال طلوع» گرفته شده‌است. ایرندل همچنین نام یک شخصیت نیمه الف در مجموعه داستان اسطوره ای J. R. R. Tolkien The Silmarillion است که با گوهری درخشان در آسمان سفر کرد که مانند یک ستارهٔ درخشان ظاهر می‌شد. میشل تالر، ستاره‌شناس ناسا تأیید کرد که اشاره به تالکین عمدی بوده‌است. کهکشان میزبان ستاره، WHL0137-zD1، با نام مستعار «طلوع خورشید» شناخته شد، زیرا عدسی گرانشی نور آن را به یک هلال دراز منحرف کرد.
مشاهدات بیشتری توسط هابل و تلسکوپ فضایی جیمز وب برای تعریف بهتر ویژگی‌های این ستاره پیشنهاد شده‌است. انتظار می‌رود حساسیت بالاتر جیمز وب امکان تجزیه و تحلیل طیف‌های ستارهٔ ایرندل را فراهم کند و تعیین کند که آیا واقعاً یک ستاره است یا خیر. تجزیه و تحلیل طیفی وجود عناصر سنگین‌تر از هیدروژن و هلیوم را در صورت وجود نشان می‌دهد.

## ویژگی‌های فیزیکی
نور کشف شده از ایرندل ۹۰۰ میلیون سال پس از مه‌بانگ (انفجار بزرگ) منتشر شد. مشخص شده‌است که این ستاره دارای یک انتقال قرمز ۶٫۲±۰٫۱ است، به این معنی که نور ارندل ۱۲٫۹ میلیارد سال بعد به زمین رسیده‌است. با این حال، به دلیل انبساط جهان، موقعیت مشاهده شده ستاره اکنون ۲۸ میلیارد سال نوری از ما فاصله دارد. دورترین ستاره قبلی، MACS J1149 Lensed Star 1، دارای انتقال به قرمز ۱٫۴۹ است.
ایرندل احتمالاً دارای بین ۵۰ تا ۱۰۰ جرم خورشیدی است. این ستاره به دلیل جرم زیادش، احتمالاً چند میلیون سال پس از تشکیل به عنوان یک ابرنواختر منفجر شده اشت. اگرچه احتمال کمی وجود دارد، ایرندل یک ستاره جمعیت III باشد، به این معنی که تقریباً هیچ عنصر دیگری به جز هیدروژن و هلیوم اولیه ندارد. ایرندل دارای دمای مؤثر سطح در حدود ۲۰٬۰۰۰ کلوین (۲۰۰۰۰ درجه سانتیگراد؛ ۳۶۰۰۰ درجه فارنهایت) است.